# الشيطان الثعبان

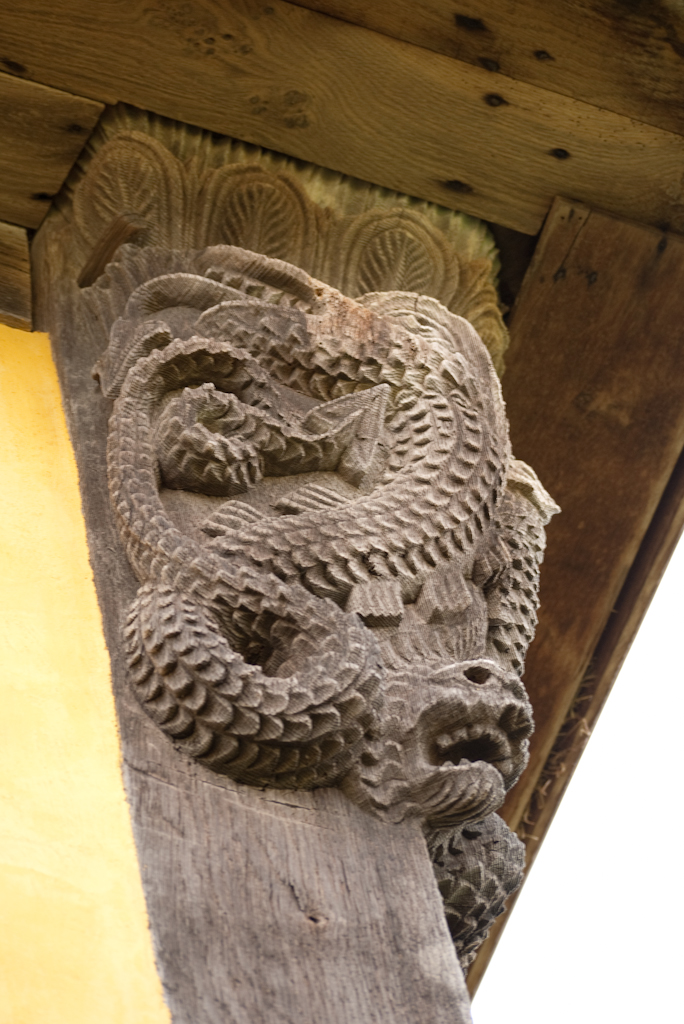
تصوير نحتي من القرن السابع عشر لسيربنت في سفر التكوين ، في قلعة ستوكيساي

الشيطان الثعبان أو الحية المخادعة أو الحَنَش (بالإنجليزية: serpent)‏ ‏ (بالعبرية: נחש) هو اسم لرمز تمت الإشارة إليه في كل من الكتاب العبري والعهد الجديد، حيث يلعب رمز سيربنت أو الثعبان أدوارا هامة في الحياة الدينية والثقافية في مصر القديمة، كنعان، بلاد الرافدين واليونان، حيث كان الثعبان رمز لقوة الشر والفوضى من العالم السفلي، وكذلك رمزا للخصوبة والحياة والشفاء، وفي العبرية يرتبط أيضا بالكهانة، بما في ذلك الأفعال التي في معنى ممارسة العرافة أو الكهانة.
يتحدث الكتاب المقدس العبري عن الثعبان في التوراة للتعرف على الثعبان في عدن، كما يستخدم في مختلف مواضيع الكتاب بجانب سارافيم لوصف سيربنت في البرية، كما ذكر أيضا التنانين العظام، وهي وحوش على شكل تنين.
في سفر الخروج، تحولت عصا موسي موسى، ثعبان، وفي العهد الجديد، أشار سفر الرؤيا إلي ثعابين القدماء المصريين عدة مرات لتحديد الشيطان أو إبليس (رؤ 12: 9؛ 20: 2)، وغالبا ما تم تحديد السيربنت مع الشياطين المتغطرسة، وأحيانا مع ليليث.
تمثل قصة جنة عدن وسقوط رجل تقليدا في الشعوب الإبراهيمية، مع عرض رمزي لبعض الحقائق الأخلاقية والدينية.

## الثعابين في أساطير بلاد ما بين النهرين
يفقد جلجامش، في ملحمة جلجامش، إحدى أقدم القصص المكتوبة على الإطلاق، قوة الخلود إذ يسرقها ثعبان منه. كان الثعبان شخصية منتشرة في أساطير الشرق الأدنى القديم. يمثل الأوربوروس، رمز قديم لثعبان يأكل ذيله، التجديد الدوري الدائم للحياة، والعودة الأبدية، ودورة الحياة، والموت والبعث، المؤدية إلى الخلود.
اكتشف علماء الآثار أجسامًا لعبادة الثعبان في طبقات العصر البرونزي في العديد من مدن ما قبل بنو إسرائيل في كنعان: اثنان في مجيدو، وواحد في تل الجزر، وواحد في قدس أقداس معبد المنطقة حاء في حاصور، واثنان في شكيم. وفي المنطقة المحيطة، احتوى ضريح حيثي من العصر البرونزي المتأخر في شمال سوريا على تمثال برونزي لإله يحمل ثعبانًا في يده وعصا في اليد الأخرى. في بابل في القرن السادس، أحاط زوجين من الثعابين البرونزية بالمداخل الأربعة لمعبد إيساكيلا. في احتفال رأس السنة البابلية، كان على الكاهن تكليف نجار، وحداد وصائغ ذهب بصنع صورتين إحداهما «تحمل في يدها اليسرى ثعبانًا من الأرز، وترفع يمينها إلى الإله نابو».
عثر في تل تيبي غاورا، على سبعة عشر ثعبان برونزي آشوري على الأقل من العصر البرونزي المبكر. صوّر إله الخصوبة السومرية نينغيشزيدا أحيانًا على أنه ثعبان برأس بشري، وأصبح في النهاية إله الشفاء والسحر.

## الكتاب العبري
يشير سفر التكوين في الكتاب العبري، إلى الثعبان الذي تسبب في طرد آدم وحواء من جنة عدن (تك 3: 1-20). يُستخدم الثعبان أيضًا لوصف وحوش البحر. توجد أمثلة على هذه التعريفات في سفر إشعيا حيث يُشار إلى تنين يشبه الثعبان يدعى ليفياثان (إشعيا 27: 1)، وفي سفر عاموس حيث يعيش ثعبان في قاع البحر (عاموس 9: 3). يصف الثعبان مجازيًا أماكن الكتاب المقدس مثل مصر (إرميا 46: 22)، ومدينة دان (تك 49:17). ويقارن النبي إرميا ملك بابل بالثعبان (إرم 51:34).

### موسى وهارون
عندما كشف الله نفسه للنبي موسى في سفر الخروج 3: 4-22، أدرك موسى أن دعوة الله كانت له ليخرج بني إسرائيل من العبودية، لكنه توقع أن ينكر الناس دعوته أو يشككون فيها. في سفر الخروج 4: 1-5، سأل موسى الله عن كيفية الرد على هذه الشكوك، فطلب منه الله أن يلقي العصا التي كان يحملها (ربما عصا الراعي) على الأرض، فأصبحت ثعبانًا (نخاش). هرب موسى منه، لكن الله شجعه على العودة ومسكه من ذيله، فأصبح عصًا مرة أخرى.
تتحول عصوا موسى وهارون لاحقًا في سفر الخروج (سفر الخروج 7)، إلى ثعبانين، نخاش لموسى وتنين لهارون.